# حسین خاکباز محسنی
سید حسین خاکباز محسنی (زاده ۱۲۷۴ اراک) نماینده اراک در مجلس شورای ملی بود. 
پدر پدربزرگش سید احمد مکی (درگذشته ۱۲۶۰ هجری قمری) از علمای شیعه بود که پس از ساخته شدن شهر سلطان‌آباد عراق (اراک کنونی) به دست یوسف‌خان گرجی در زمان فتح‌علی شاه قاجار همراه با برادرش سید محمد به سکونت در این شهر دعوت شد. سید احمد در محله قلعه ساکن و متولی مدرسه سپهدار شد. تولیت این مدرسه در دست فرزندان او باقی ماند. 
پدرش حاج آقا محسن عراقی مجتهد بزرگ و صاحب نفوذ اراک بود که ثروت کلان و املاک وسیعی داشت. او موقوفات زیادی بر جای گذاشت که شامل شماری از روستاهای اطراف اراک و دکان‌ها، کاروانسرا، آسیاب و تیمچه و سراهایی در اراک است.  برادرش حاج سید اسماعیل عراقی هفت دوره نماینده اراک در مجلس شورای ملی (از سال ۱۳۰۲ تا ۱۳۱۶) بود که سرانجام در دوره رضاشاه زندانی و کشته شد. 
حسین خاکباز محسنی به رسیدگی به املاک و موقوفه‌های خانوادگی اشتغال داشت تا اینکه پس از شهریور ۱۳۲۰ و کناره‌گیری رضا شاه از سلطنت که از برادرش اعاده حیثیت شد، در نخستین انتخاباتی که برگزار شد (سال ۱۳۲۲) شرکت کرد و با کسب ۲۱۸۹۸ رآی از مجموع ۳۵۰۵۲ رأی که به صندوق‌ها ریخته شد، به نمایندگی اراک در مجلس شورای ملی انتخاب شد. اما شکایتی به مجلس رسید که او سواد خواندن و نوشتن ندارد. شعبه رسیدگی کننده به اعتبارنامه حسین خاکباز از او امتحان گرفت و اعلام کرد که این شکایت بی‌مورد است. 
خاکباز در دوره‌های شانزدهم و هجدهم نیز نماینده اراک در مجلس شورای ملی بود.
خانه او در در خیابان عباس آباد (شهید بهشتی کنونی) اراک که در دوره قاجار با نقشه مهندسی روس در زمینی به مساحت سه هزار متر مربع به دست مراد چمنی اراکی(مراد عراقی ملقب به معمارباشی سنگ قبر وی در ورودی ساختمان مقبره ی حاج آقانورالدین عراقی میباشد بعدها فامیل فرزندان خود را به چمنی تغییر میدهد که غلامرضا چمنی فرزند او نیز از معماران بنام شد و مدرسه ی شکرایی اراک یکی از ساخته های وی است همچنین نقل قول شده که موزه ی چهارفصل اراک نیز توسط معمارباشی برای جهزیه ی خواهرش به سفارش خانوده ی داماد نمکی ساخته میشود که متاسفانه تا کنون اصالت معمار این بنا یاد نشده) ساخته شده، در سال ۱۳۷۹ جزو آثار ملی اعلام و از سال ۱۳۸۸ به موزه تبدیل و موزه مفاخر نامگذاری شد.